# Роботодавець
Роботода́вець — власник підприємства, установи, організації або уповноважений ним орган, незалежно від форм власності, виду діяльності, господарювання, і фізична особа, яка використовує найману працю, яка найняла працівника за трудовим договором (контрактом).
Роботода́вець —  щомісячний всеукраїнський часопис, визнаний експертами Міжнародної організації праці єдиним у своєму роді періодичним виданням на всьому пострадянському просторі. Видається з грудня 2003 р. Формат видання — А4. Кількість шпальт — 24.
Засновник журналу — Спілка орендарів та підприємців України.
Місія журналу:
— сприяти формуванню нового бачення ролі й місця роботодавців (підприємців) у системі соціально-трудових та соціально-економічних відносин у сучасній Україні;
— довести до широкого загалу новий образ підприємця, розповісти про суспільні функції середнього класу в умовах соціально-орієнтованої ринкової економіки, базованої на засадах постіндустріального суспільства, інтеграції України до світового співтовариства;
— обговорювати визначальні аспекти регуляторної політики, реалізації потенціалу українського бізнесу, його самоорганізації та посилення ролі у суспільстві.
Адже саме роботодавці створюють робочі місця, несуть тягар організації виробництва товарів та послуг, а також пов’язані з цим ризики. Тому журнал “РоботодавецЬ” сприяє налагодженню цивілізованого соціального діалогу, запровадженню у цій сфері норм репрезентативності усіх суб’єктів сторони роботодавців.